# Polystichum mehrae
Polystichum mehrae là một loài thực vật có mạch trong họ Dryopteridaceae. Loài này được Fraser-Jenk. & Khullar miêu tả khoa học đầu tiên năm 1985.